# Lophoplatystoma leucolena
Lophoplatystoma leucolena är en tvåvingeart som beskrevs av Speiser 1914. Lophoplatystoma leucolena ingår i släktet Lophoplatystoma och familjen bredmunsflugor. Inga underarter finns listade i Catalogue of Life.